# Das Geheimnis der chinesischen Nelke
Das Geheimnis der chinesischen Nelke ist ein Kriminalfilm, der 1964 unter der Regie von Rudolf Zehetgruber in Prag gedreht wurde. Die Verfilmung des Romans Die chinesische Nelke von Louis Weinert-Wilton war der vierte und letzte Beitrag der Weinert-Wilton-Filmreihe, mit denen der Constantin-Filmverleih an den Erfolg der Edgar-Wallace-Filme anknüpfen wollte. Der unter der Gesamtleitung von Wolf C. Hartwigs Rapid Film GmbH produzierte Schwarzweißfilm entstand unter finanzieller Beteiligung der Firmen Les Films Jacques Leitienne (Paris), Imp. Ex. Ci. (Marseille) sowie Metheus Film (Rom). In den bundesdeutschen Kinos startete der Film am 9. Oktober 1964.

## Handlung
Professor Bexter hat mit seinem Assistenten Dr. Cecil Wilkens eine sensationelle Formel zur Energieerzeugung entwickelt. Reginald Sheridan, Direktor der „United Trans Oil Company“, ist ebenso hinter dem Mikrofilm mit der Formel her wie eine gewisse Mary Lou, die in dem Londoner Nachtclub „Chinesische Nelke“ einen internationalen Agentenring leitet. Kurze Zeit später wird Bexter ermordet.
Der Wissenschaftler konnte den Film rechtzeitig zu seiner Nichte Susan schicken. Der Privatdetektiv Donald Ramsey, der Susan und den Film beschützt und den Mord an einen Freund rächen will, stellt eigene Untersuchungen an, bei denen er in Lebensgefahr gerät. Aber auch Scotland Yard und der Secret Service ermitteln unabhängig voneinander. Gemeinsam mit dem Agenten Legget wird Ramsey von den Spionen entführt. Am Ende können sich die beiden befreien. Die Spione und Reginald Sheridan werden verhaftet, Mary Lou und Cecil Wilkens, der als Mörder des Professors überführt wurde, sterben bei einer Verfolgungsjagd. Die Formel ist gerettet.

## Entstehungsgeschichte

### Vorgeschichte

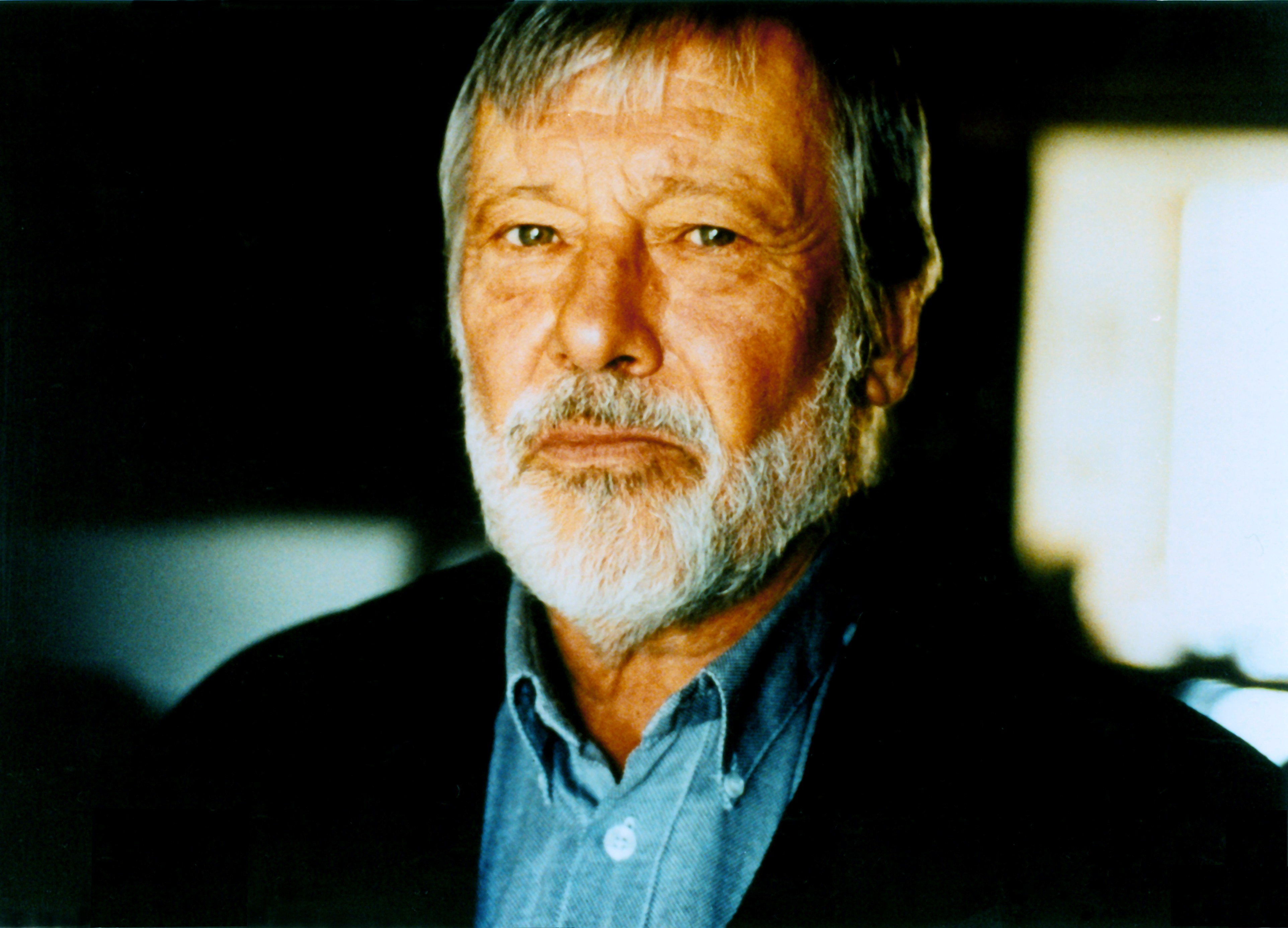
Dietmar Schönherr spielte Dr. Cecil Wilkens

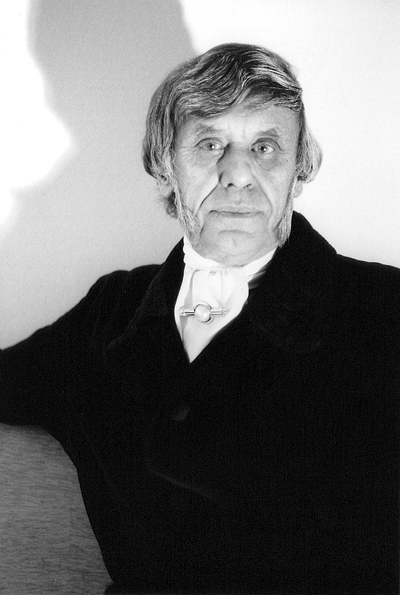
Horst Frank spielte Leutnant Legget vom Geheimdienst

Neben den äußerst erfolgreichen Edgar-Wallace-Filmen sah der Constantin-Filmverleih, der diese Reihe vermarktete, das Thema Kriminalfilme in den 1960er Jahren längst nicht ausgereizt. So entstanden unter anderem vier Verfilmungen von Kriminalromanen des in Böhmen geborenen Schriftstellers Louis Weinert-Wilton (1875–1945). Die Stoffrechte waren in Besitz des Verleihs, so dass der verantwortliche Chefdramaturg Gerhard F. Hummel die Herstellung der Filme bei verschiedenen Filmproduzenten in Auftrag geben konnte. Die Erscheinungstermine der Weinert-Wilton-Filme waren so gewählt, dass sie nicht parallel zu den Edgar-Wallace-Filmen im Kino starteten.
Der dritte Film der Reihe, Das Geheimnis der schwarzen Witwe (Regie: Franz Josef Gottlieb), war die letzte Filmproduktion bei Constantin, auf die Hummel direkten Einfluss hatte, da er Ende 1963 als Produktionschef zum WDR wechselte. Im Herbst 1964 sollte laut Planungen dann die Verfilmung des Weinert-Wilton-Romans Die chinesische Nelke in die Kinos kommen. Als Produzent wählte man Wolf C. Hartwig, der im Gegensatz zu den vorherigen, klassischen Kriminalfilmen einen zeitgemäßen Spionagefilm schaffen wollte. Regisseur war Rudolf Zehetgruber, der auch die Drehbuchvorlage schrieb.
In der Hauptrolle sah man Paul Dahlke. Mit Dietmar Schönherr, Horst Frank und Klaus Kinski engagierte man zudem einige namhafte Genre-Darsteller. In weiteren Rollen wirkten unter anderem das tschechische Sexsymbol Olga Schoberová sowie der US-amerikanische Action-Darsteller Brad Harris mit. Beide lernten sich während der Dreharbeiten kennen und heirateten 1967.

### Produktion
Der Film wurde Mitte 1964 in Prag und Umgebung gedreht. Die Atelieraufnahmen entstanden in den Filmstudios Barrandov. Sämtliche London-Aufnahmen stammten aus dem Archiv.

## Synchronisation
Die deutsche Fassung der internationalen Koproduktion wurde komplett synchronisiert. Paul Dahlke, Dietmar Schönherr und Klaus Kinski sind mit ihren eigenen Stimmen zu hören. Weitere bekannte Sprecher und ihre Rollen waren:
| Rolle             | Darsteller         | Synchronsprecher    |
| ----------------- | ------------------ | ------------------- |
| Donald Ramsey     | Brad Harris        | Heinz Engelmann     |
| Leutnant Legget   | Horst Frank        | Helmo Kindermann    |
| Susan Bexter      | Olga Schoberová    | Rose-Marie Kirstein |
| Mary Lou          | Dominique Boschero | Dinah Hinz          |
| Kitty             | Maria Vincent      | Margot Leonard      |
| Professor Bexter  | Corrado Annicelli  | Harald Wolff        |
| Inspektor Travers | Pierre Richard     | Horst Naumann       |

## Rezeption

### Veröffentlichung
Die FSK gab den Film am 25. September 1964 ab 16 Jahren frei. Der am 9. Oktober des gleichen Jahres in Deutschland uraufgeführte Film brachte, im Gegensatz zu seinen Vorgängern, nicht das erhoffte Geschäft. Die Filmreihe wurde nicht fortgesetzt. Regisseur Rudolf Zehetgruber konnte später mit Kommissar X – Drei gelbe Katzen (1966) und Kommissar X – Drei grüne Hunde (1967) jedoch noch zwei erfolgreiche Agentenfilme inszenieren.
Das Geheimnis der chinesischen Nelke startete am 26. Dezember 1964 unter dem Titel Il segreto del garofano cinese in den italienischen Kinos. In Frankreich erschien der Film, der dort F.B.I. contre l’oeillet chinois hieß, erst im Jahr 1965. Die deutsche Fernsehpremiere fand am 4. Juli 1970 im Ersten statt. Die DVD erschien am 13. Dezember 2013.

### Kritiken
„Wieder eine, turbulent und undurchsichtig aufbereitete Story nach Rezept, […] in etwas ‚grauer‘ Photographie.“

„Ein handfester Kriminalfilm, der weniger durch Spannung oder Raffinesse als durch handwerklich solide Faktur, Komik und Parodie eine für den nicht zu verwöhnten Geschmack annehmbare Unterhaltung bietet.“

„Um Spannung bemühter, wenig logischer Krimi voller Unwahrscheinlichkeiten.“